# La promesa del monstre
La promesa del monstre (títol original en anglès: Bride of the Monster) és una pel·lícula estatunidenca dirigida per Ed Wood, estrenada el 1955. Ha estat doblada al català.

## Argument[2]
Des de fa tres mesos, no paren les nits de tempesta en una petita regió perduda dels Estats Units. Des de fa tres mesos, també hi ha tot de desaparicions que se sumen de manera inquietant. La premsa parla d'un monstre, que vagaria pels voltants d'un aiguamoll; no lluny d'aquest aiguamoll, s'aixeca una vella casa, que dos passejants enxampats per la tempesta creuen abandonada...

## Repartiment
- Bela Lugosi: Dr. Eric Vornoff
- Tor Johnson: Lobo
- Tony McCoy: Tinent Dick Craig
- Loretta King: Janet Lawton
- Harvey B. Dunn: Capità Tom Robbins
- George Becwar: Professor Vladimir Strowski
- Paul Marco: Oficial Kelton
- Don Nagel: Inspector Marty Martin
- Bud Osborne: Mac
- John Warren: Jake
- Ann Wilner: Tillie
- Dolores Fuller: Margie
- William 'Billy' Benedict: Venedor de diaris
- Ben Frommer: L'home borratxo

## Al voltant de la pel·lícula
- El fals pop que es pot veure a la pel·lícula ha estat rodat als estudis Republic (aquest últim havia estat construït per a la pel·lícula Wake of the Red Witch, amb John Wayne), però el motor que controla els tentacles no ha estat rodat al mateix temps, i són els actors mateixos que donen la impressió que l'animal és viu. Aquesta escena és igualment visible a la pel·lícula de Tim Burton dedicada a Ed Wood.
- El cineasta fa sortir Alex Gordon com a coautor de la història i del guió, tot agraint-li haver-li donat la idea, però Gordon no ha participat, en realitat, en res en l'escriptura del guió.
- Eddie Parker, que dobla Bela Lugosi per a les escenes perilloses, era igualment el seu doble a Frankenstein i l'home llop el 1943, interpretant el paper de la criatura de Frankenstein en nombroses escenes.